# Fundo dos Pandas
O Fundo dos Pandas (FP) (em chinês:大熊貓基金) tem por objectivo o financiamento ao desenvolvimento da educação, estudos e de projectos, em articulação com os objectivos da política da Região Administrativa Especial de Macau, no âmbito da conservação dos pandas. O Fundo dos Pandas é geridos pelos seus Conselho Administrativo.

## Funcionamento
O Fundo dos Pandas por um Conselho Administrativo, constituído pelo presidente do Conselho de Administração para os Assuntos Municipais, que preside, por um representante do Instituto para os Assuntos Municipais e por um representante da Direcção dos Serviços de Finanças, designados por despacho do Chefe do Executivo, a publicar no Boletim Oficial da Região Administrativa Especial de Macau.
O presidente do Conselho Administrativo designa, de entre os trabalhadores do Instituto para os Assuntos Municipais, o secretário do Conselho Administrativo e o seu substituto, o qual assiste às reuniões sem direito a voto.

## Competências do Conselho Administrativo
Compete ao Conselho Administrativo:
- Elaborar orçamentos privativos e contas de gerência e submetê-los à aprovação da entidade tutelar;
- Autorizar as despesas a cargo do Fundo dos Pandas, nos termos da legislação aplicável;
- Celebrar acordos e protocolos com outras entidades públicas ou privadas da Região Administrativa Especial de Macau;
- Deliberar sobre tudo o que interesse à administração do Fundo dos Pandas.

Além disso, o Conselho Administrativo pode delegar no presidente as seguintes competências:
- Autorizar despesas até ao montante de 500 000 patacas;
- Outorgar os acordos e protocolos com outras entidades públicas ou privadas da Região Administrativa Especial de Macau[2].

## Legislação Orgânica
- Regulamento Administrativo n.° 25/2010[2]
  - Fundo dos Pandas

## Referêncais
1. ↑  «Fundo dos Pandas». Portal do Governo da RAE de Macau. Consultado em 7 de outubro de 2020
2. 1 2 3  «Imprensa Oficial - Regulamento Administrativo n.º 25/2010». bo.io.gov.mo. Consultado em 7 de outubro de 2020